# Manuel Barreiro
Manuel José Máximo Barreiro (Montevideo, mayo de 1787 - diciembre de 1838) fue un sacerdote católico Uruguayo, de activa participación durante todo el proceso de la Revolución Oriental y la independencia del Estado Oriental del Uruguay.

## Biografía
Era hermano menor de Miguel Barreiro, que sería gobernador de Montevideo durante la época de José Artigas, y primo del cura José Monterroso y del coronel Manuel Vicente Pagola. Estudió en el Colegio de San Carlos de Buenos Aires, y se ordenó sacerdote en 1811.
Fue cura de la Iglesia Matriz de Montevideo cuando esta ciudad estaba en manos de los realistas, hasta que fue expulsado por el gobernador Gaspar de Vigodet. Durante un año permaneció en Buenos Aires, donde dirigió ejercicios espirituales hasta la caída de Montevideo en manos patriotas, en 1814, oportunidad en la que volvió a esa ciudad.
Fue cura párroco suplente de la Iglesia Matriz, como segundo del padre Dámaso Antonio Larrañaga, durante los años en que Montevideo estuvo – sucesivamente – en manos del Directorio, del federalismo artiguista, de Portugal, del Imperio del Brasil y  finalmente de las autoridades del recién fundado Estado Oriental del Uruguay.
En 1829 fue nominado para ser obispo de Montevideo y elegido diputado al Congreso Constituyente del nuevo país. En el mismo solicitó que el catolicismo fuera la religión oficial del nuevo estado, no existiera libertad de imprenta en lo referente a religión, que la libertad de vientres protegiera al hijo de la separación de su madre esclava y otras gestiones.
Durante los años siguientes se manifestó partidario de Juan Antonio Lavalleja y contrario al presidente Fructuoso Rivera. Al estallar la revolución de este último contra su sucesor, Manuel Oribe, Barreiro quedó como único cura párroco de la Matriz, ejerciendo de hecho como un obispo. Al triunfar finalmente la revolución de Rivera, en 1838, se negó a celebrar un Tedeum por la victoria de la revolución. Eso le valió la separación del cargo por orden del vencedor, que ordenó también su expulsión del país. Esa expulsión no se cumplió por la enfermedad de Barreiro, que se recluyó en la Casa de Ejercicios que había fundado. Falleció en diciembre de ese mismo año.